# Кармен, Роман Лазаревич
Рома́н Ла́заревич Карме́н (настоящая фамилия — Корнман, в записи о рождении — Эфраим Лейзорович Коренман; 17 [30] ноября 1906, Одесса, Херсонская губерния — 28 апреля 1978, Москва, РСФСР, СССР) — советский кинорежиссёр, кинооператор, документалист, фронтовой кинооператор Великой Отечественной войны, журналист, сценарист, педагог, публицист. Получил известность за съёмки и репортажи из охваченной гражданской войной Испании. Начальник киногрупп ряда фронтов Красной армии. Запечатлел сдачу в плен генерал-фельдмаршала Ф. Паулюса под Сталинградом, а также подписание акта о безоговорочной капитуляции Германии. Автор целого ряда книг, воспоминаний и статей для газет и журналов.
Герой Социалистического Труда (1976), народный артист СССР (1966), лауреат Ленинской премии (1960), трёх Сталинских премий (1942, 1947, 1952) и Государственной премии СССР (1975).

## Биография

### Ранние годы
Родился 17 ноября (по старому стилю) 1906 года в рабочем районе Одессы в творческой семье писателя Лазаря Осиповича Кармена и Дины Львовны Лейпунер (1885—1938), переводчицы художественной прозы с идиша. В сохранившейся записи в «Метрической книге о родившихся евреях» в канцелярии городского раввина Одессы от 24 ноября 1906 года указывается: «17 ноября родился, 24 обрезан сын Эфраим. Родители: теофипольский мещанин Лейзор Иось-Берович Коренман, жена Дына».
После рождения сына семья переехала в Петербург. Его отец был приглашён в столицу сотрудничать в литературных журналах. Семья проживала в Куоккала, что под Петроградом, где в то время образовалась настоящая литературная колония. Отец общался со многими писателями, дружил с А. И. Куприным, был знаком с Максимом Горьким. Именно отец подарил Роману его первый фотоаппарат — «Кодак». После Октябрьской революции отец вернулся в Одессу, где посвятил себя пропагандистской работе в большевистской печати, в Политуправлении Красной армии. После захвата Одессы белогвардейскими войсками ему пришлось вместо работы в газете продавать её на улицах, отсидеть в тюрьме, откуда он вышел с обострившимся туберкулёзом, уже фактически обречённый. Весной 1920 года Лазарь Кармен умер. Позже Роман Кармен вспоминал:
Как жалею, что не сберёг подаренный мне отцом дешёвый фотографический аппарат — коробочка „кодак“, сыгравший, как сейчас вижу, решающую роль в моей жизни. Сохранился только пожелтевший крохотный снимок — я сфотографировал отца незадолго до его смерти. Первый мой фотографический снимок!— Р. Л. Кармен. Под пулемётным огнем: записки фронтового оператора.

### Работа фотожурналистом
После смерти отца учился в трудовой школе, подрабатывал продавцом газет, подручным в гараже Совморфлота. Семья жила бедно, в это тяжёлое время Роман перенёс сыпной тиф. На гонорар, полученный за издание избранных произведений отца, в 1922 году с матерью переехал в Москву. Пытался поступить в Московское высшее техническое училище (ныне МГТУ имени Н. Э. Баумана), работал в Московском городском ломбарде конторщиком, поступил на рабфак. С детских лет занимался фотографией, первые его снимки были опубликованы в рабфаковской стенгазете. Мать, которая перебивалась случайной литературной работой в начавшем тогда издаваться журнале «Огонёк», сумела устроить его там фотокорреспондентом. Как он позже вспоминал, после того как приняли на работу, он вышел из редакции взволнованный, держа в руках свой первый корреспондентский билет: «Подписан он был Кольцовым, я храню его по сей день как дорогую реликвию». В сентябре 1923 года появился первый снимок Кармена, который он снял по заданию редакции «Огонька», на котором был представлен прибывший в Москву болгарский революционер В. Коларов. Именно начиная с этого времени и с этого номера журнала Кармен начинает фактически вести счёт своей работы в журналистике, а впоследствии и в документальном кино: «Я самозабвенно увлёкся фоторепортажем. Работа в „Огоньке“ была для меня большой школой мастерства». Первой важнейшей событийной съёмкой для него стала фиксация на плёнку похорон В. И. Ленина, которую он снимал в Колонном зале Дома Союзов .
В 1923—1930 годах работал фотокорреспондентом журналов «Огонёк», «Прожектор», «Советское фото». Участник группы «Российское общество пролетарских фотографов». Некоторое время сотрудничал с основанным в 1925 году богато иллюстрированным художественно-литературным журналом «Тридцать дней», в который представлял свои тематические репортажи, очерки. Позже он отмечал, что в то время от увлечения яркими зарисовками жизни, от съёмок репортажа, он часто устремлялся в чисто формальные поиски, применение различных оптических эффектов, раздумывал над проблемами композиции кадров.
Его фотоработы были достойно оценены на первой выставке советского фоторепортажа в 1926 году, состоявшейся в Доме печати, а также в 1927 году на выставке «10 лет советской фотографии» (он был самым молодым из награждённых). Из наиболее запомнившихся и важных фоторепортажей выделял пуск первой советской гидроэлектростанции в городе Волхове, торжественное открытие Шатурской электростанции, начало работ на Днепрогэсе, строительство города Кукисвумчор, возвращение в СССР Горького, парад войск на Красной площади и др. По его словам: «фоторепортаж был огромным куском моей творческой биографии, он был моей страстью, школой мастерства, школой журналистики». Во время своих репортажей часто сталкивался с кинооператорами, знакомился с их техникой и начал серьёзно задумываться о смене своей деятельности, осознавая, какие огромные возможности имеет кинорепортаж по сравнению с возможностями статичной фотографии.

### Работа кинооператором
Главным событием, определившим его стремление к профессии кинодокументалиста, был увиденный им фильм режиссёра В. А Ерофеева «К счастливой гавани».
В 1929 году поступил на операторский факультет Государственного техникума кинематографии, который окончил в 1932 году. Его первые киноработы появились ещё в 1929 году — серия сюжетов о коллективизации. В 1930 году вышел сюжет «Фабрика-кухня», получивший известность и признание среди коллег.
С 1930 года начал работать на кинофабрике «Союзкинохроника» (с 1944 — Центральная студия документальных фильмов). В июле 1934 года снял памятный для него репортаж о прилёте в Москву Герберта Уэллса, который был любимым писателем его детства. Данный материал являлся первым звуковым киноинтервью Кармена, в котором Уэллс, в частности, сказал ему: «В двадцатом году я был в России и виделся с Лениным. Ленин сказал мне: „Приезжайте к нам через десять лет“. Прошло, правда, четырнадцать лет, но я всё-таки приехал». В 1936 году участвовал со спортсменами общества «Динамо» в качестве кинооператора в испытательном автопробеге легковых автомобилей «Горький — Каракумы — Памир — Москва».

### Участие в Гражданской войне в Испании
В течение всей жизни много снимал документальных фильмов о войне. Известность к нему пришла после того, как он снимал в Испании во время гражданской войны (1936—39 годы). Кармен с интересом перечитывал сообщения из Испании, у него зрело непреодолимое желание также принять участие в событиях гражданской войны, и он решил, что сделает всё от него зависящее, чтобы попасть в Испанию. С этой целью Кармен написал письмо с просьбой послать его в Испанию, основную мысль которого сжато можно передать следующим образом: «советский кинооператор обязан сегодня быть там». Это прошение он отнёс в бюро пропусков Кремля, с пометкой: «Иосифу Виссарионовичу Сталину. Лично». Через две недели Кармена вызвали к начальнику Главного управления кинематографии Борису Шумяцкому, который утвердил его командировку и Б. К. Макасеева в Испанию.
Отъезд не афишировался, так как визы в Испанию, охваченную гражданской войной, тогда официально быть не могло, кроме того СССР тогда не состоял в дипломатических отношениях с Испанией, а в Москве не было испанского посольства. С пересадкой в Берлине, на самолёте они добрались до Парижа, где были получены визы и откуда добрались до Ируна, где в это время шли жестокие бои. Советские операторы, попав в гущу событий, сразу же начали снимать, после чего вернулись в Париж, чтобы передать первые кадры своей «испанской кинолетописи».

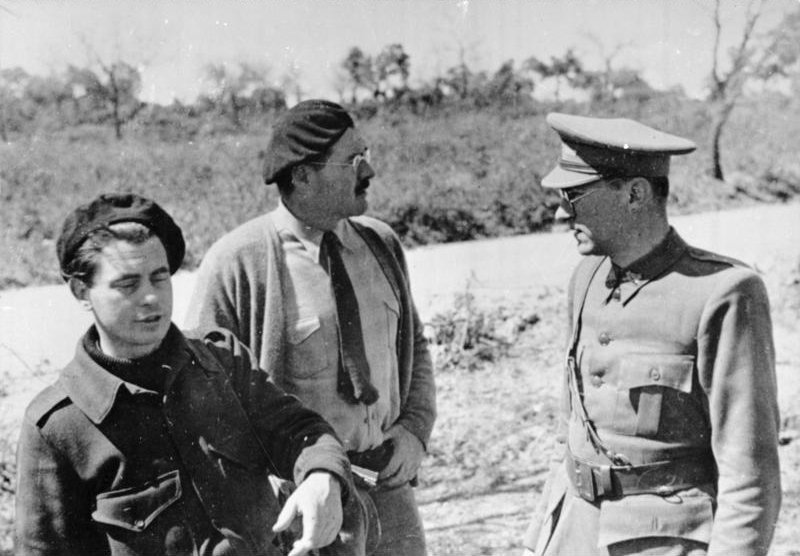
Йорис Ивенс (слева), Эрнест Хемингуэй и Людвиг Ренн во время Гражданской войны в Испании, 1936

Позже кинооператоры вернулись в Испанию — Барселону, Мадрид, где встретились с писателем Кольцовым. В Испании Кармен познакомился с писателями Людвигом Ренном и Эрнестом Хемингуэем, который вместе с Йорисом Ивенсом снимал тогда фильм «Испанская земля» (1937), сценаристом и диктором которого выступил американский прозаик. Позже Кармен сожалел, что не записал в точности разговоры с американским писателем:
Почему не было тогда ощущения, что встречи с этим человеком, с простым собеседником, радушным хозяином номера „Флориды“, станут бесценным воспоминанием? И никто не ловил каждое сказанное им слово — балагурили, обменивались репликами, отпускали крепкие слова в адрес фашистов или просто молча сидели рядом с человеком в железных очках, немного возбуждённым от выпитого, громко смеявшимся, умеющим слушать, не перебивая собеседника, пытливого, вдруг погружавшегося в раздумье.
Позже, уже во время Великой Отечественной войны, Хемингуэй прислал советскому кинооператору письмо с Кубы, в котором выражал уверенность, что Кармен находится в самой гуще событий, и надежду встретиться после открытия Второго фронта. Письмо заканчивалось таким образом: «Сердечный привет! Салуд! Ваш Хемингуэй».
Кадры, снятые на испанских фронтах им и Б. К. Макасеевым, монтировались в специальные выпуски кинохроники — «К событиям в Испании». В Испании Кармен писал также репортажи для газеты «Известия». Позже Константин Симонов отмечал, что пристально всматриваясь в кадры Испанской гражданской войны, снятой Карменом, он стал высоко ценить и понимать, какой тяжкий и мужественный труд военного кинооператора стоит за этой работой:
Для того чтобы оценить мужество фронтового кинооператора, работавшего тогда без нынешней техники, без нынешних мощных телеобъективов, надо, глядя на эти старые кадры, всякий раз мысленно представлять себе ту точку, на которой находился человек с киноаппаратом. Сейчас, после войны, я хорошо представляю себе это и высоко ценю то незаурядное мужество, которое неизменно сопутствовало Кармену с самого начала его фронтовой работы, оставаясь при этом, если можно так выразиться, „за кадром“.— К. М. Симонов. О Романе Кармене.
В 1938 году работал в Арктике, на острове Рудольфа, затем в Китае, где снимал боевые действия: «Оттуда, из Китая, Кармен привёз фильм, пахнувший порохом и говоривший о несгибаемом мужестве китайского народа».
Работал также как фоторепортёр для журнала «СССР на стройке».

### Великая Отечественная война
Призван на военную службу 25 июня 1941 года, работал оператором, начальником киногруппы Северо-Западного фронта, снимал на фронтах Великой Отечественной войны во время сражений под Москвой и под Ленинградом. Кроме основной работы — киносъёмки и репортажей в газету «Известия», — работал военным корреспондентом американского агентства печати Юнайтед Пресс, что было вызвано тем, что иностранные корреспонденты на фронт не допускались, и был найден компромиссный выход в их сотрудничестве с советскими журналистами и писателями посредством Совинформбюро.
В августе 1942 года в составе киногруппы снимал прибытие в СССР Уинстона Черчилля. Участвовал во взятии Кёнигсберга, форсировании Немана, Вислы и Одера, в освобождении Варшавы, был одним из первых кинооператоров, который снял концлагерь Майданек. Руководил фронтовыми киногруппами Центрального, Западного и 2-го Украинского фронтов. В феврале 1943 года снимал сдачу в плен генерал-фельдмаршала Ф. Паулюса под Сталинградом, а его снимок, сделанный 1 февраля 1943 года в присутствии К. К. Рокоссовского — «Допрос Паулюса», — обошёл потом всю мировую печать. Сам репортёр в это время не спал трое суток, но на следующий день вместе с напарником Борисом Шером по предварительному согласованию со штабом Рокоссовского срочно вылетел в Москву. Они спешили доставить в столицу киноматериалы всех операторов Сталинградского и Донского фронтов, снимавших Сталинградскую битву и разгром немецких войск.
Прошёл боевой путь от Вислы до Одера с частями 2-й танковой армии, руководство которой способствовало его работе, а его телеграммы в Москву отправлялись незамедлительно. В это время, по настоянию руководства, продолжал сотрудничать с американским информационным агентством, впрочем не придавая этому особого значения. Позже ему показали американские и английские газеты, в которых его фронтовые телеграммы, были «напечатаны огромными шрифтами на первых полосах…»
Во время операции по штурму Берлина в одном из его районов Сименштадт, в распоряжение Кармена попал телефон, имеющий связь с центром города и в частности с рейхсканцелярией. У него возникла идея позвонить министру пропаганды Йозефу Геббельсу, чьими призывами защищать до последнего город были увешаны многие дома. С помощью переводчика Виктора Боева советским офицерам удалось с помощью «Шнеллебюро», представившись жителем Берлина, которому надо переговорить с Геббельсом по важному и срочному делу, дозвониться. Их связали с кабинетом рейхсминистра пропаганды, после чего переводчик представился как русский офицер, который хочет переговорить с доктором Геббельсом. Боев поинтересовался у него, сколько ещё будут сопротивляться немецкие войска, на что министр ответил, что несколько месяцев. По словам Кармена, в конце разговора Боев отметил: «Имейте в виду, господин Геббельс, что вас найдём всюду, куда бы вы ни убежали, а виселица для вас уже приготовлена». По данному факту незамедлительно был составлен в нескольких экземплярах официальный акт, в котором стенографически, как и в телеграмме, посланной Карменом позже в Москву, был воспроизведён телефонный разговор. Через двое суток Геббельс застрелился; негативных последствий для участвующих в этом разговоре со стороны военного руководства этот розыгрыш не имел. Кармен также отмечал: «Корреспонденцию эту Совинформбюро в Юнайтед Пресс не отправило. Вероятно, товарищи сочли всю эту историю неправдоподобной. Или решили, что она не соответствует серьёзному духу времени». Немецкий публицист Эрих Куби (нем. Erich Kuby) приводит этот эпизод из воспоминаний Романа Кармена, но дополняет его ещё и свидетельством Виктора Боева, с которым он лично общался в Москве. Боев рассказал, что этот случай произошёл 26 апреля 1945 года, когда к ним в занятый 22-м танковым корпусом район Берлина приехали два военных корреспондента, из «Правды» и «Известий», которые подбили его на «дурацкую выходку» позвонить Геббельсу. Насчёт этих событий Боев был абсолютно уверен, так как составил по данному факту служебный рапорт, поскольку он опасался последствий, а эта новость дошла до командира 2-й гвардейской танковой армии С. И. Богданова: «Богданов пришёл в ярость; он и другие командиры считали, что я упустил великолепную возможность обсудить условия капитуляции. От наказания за содеянное меня спасло только произошедшее вскоре быстрое продвижение наших войск».
8 мая 1945-го в Берлине Кармен снимал подписание акта о безоговорочной капитуляции Германии. По его словам, после того как маршал Жуков предложил Вильгельму Кейтелю как главе немецкой делегации подписать акт капитуляции, в зале началось безумное столпотворение из присутствующих фотографов и кинооператоров:
Все ринулись к столу президиума, как одержимые, отталкивая друг друга локтями, громоздясь на столы и стулья, забывая о приличии, об обещаниях, данных офицеру, толкая генералов и адмиралов. Мне посчастливилось прорваться на переднее место, потом меня оттеснили, потом я, кажется, сильно стукнув по голове ручкой от штатива американского адмирала, снова оказался в переднем ряду, одна мысль, одно чувство — снимать, снимать, чего бы это ни стоило, любой ценой, но только снимать!..
После этого всю ночь продолжался банкет, на котором присутствовали многие советские полководцы, а также представители союзников и иностранные корреспонденты. Как вспоминал режиссёр Ю. Я. Райзман, который руководил съёмочной группой документального фильма «Берлин», куда вошли исторические кадры подписания акта капитуляции Германии, его коллеги шутя называли Кармена «специалистом по капитуляциям». Симонов, который ранее знал Кармена только по его фильмам и познакомился с ним во время войны, отмечал, что встречался с ним на многих участках фронтов, городах СССР и Германии, писал про него следующее: «Четыре года он летал, ездил, ходил и ползал дорогами войны. И если правильно говорят, что талант — это труд, то это был поистине свирепый труд, густо замешанный на опасностях и лишениях». По мнению Симонова, кинодокументалистику тех военных лет так же невозможно представить себе без работ Кармена, как публицистику военного времени без статей Ильи Эренбурга.
Во время проведения Нюрнбергского процесса в составе киногруппы снимал материалы, вошедшие в фильм «Суд народов» (1946), который он поставил как режиссёр (совместно с Е. Вертовой-Свиловой) и сценарист. Здесь он встретился вновь с Паулюсом, который дал обвинительные показания против руководства Третьего рейха и пообщался с советским кинооператором.

### Послевоенные годы
До середины 1970-х годов снимал в Албании, Вьетнаме, Китае, Бирме, Индии, Индонезии, Южной Америке.
В 1945 году снял военный парад в честь освобождения Албании.
В октябре 1948 года снимал последствия Ашхабадского землетрясения.
Получили известность его съёмки во Вьетнаме (он стал первым советским гражданином, побывавшим в джунглях Вьетнама и встретившимся там с Хо Ши Мином). Перед советскими кинооператорами (Карменом, Е. В. Мухиным, В. С. Ешуриным), которые вылетели из Москвы 16 мая 1954 года, была поставлена задача «снять фильм о Вьетнаме, в котором должна быть отражена борьба вьетнамского народа за свою независимость». При встрече с Хо Ши Мином советских операторов поразила его скромность, доброжелательность и логическое мышление, умение на ходу понимать суть проблемы: «…Хо Ши Мин обещал нам свою помощь, но категорически запретил нам работать днём, несмотря на наши уверения, что мы опытные журналисты, привыкшие в годы Отечественной войны к работе на фронте». Советские кинематографисты пробыли во Вьетнаме более полугода, а известность Кармена была там настолько велика, что даже после его возвращения в Москву «вьетнамские люди принимали за Кармена каждого европейского кинооператора». Было отснято около сорока тысяч метров цветной плёнки для документального фильма «Вьетнам» (вьет. Việt Nam, 1955). В 1955 году Ешурин, Мухин и руководитель группы Кармен были награждёны орденами Труда Вьетнама. Также снимал в Китае, Бирме, Индии, Индонезии. Много снимал в Южной Америке.
Среди известных работ такие фильмы, как «Испания» (1939); «Разгром немецких войск под Москвой» (1942); «Ленинград в борьбе» (1942); «Берлин» (1945); «Суд народов» (1946, о Нюрнбергском процессе); «Повесть о нефтяниках Каспия» (1953); «Вьетнам» (1955); «Утро Индии» (1956); «Широка страна моя» (1958 — первый советский панорамный фильм); «Покорители моря» (1959); «Пылающий остров» (1961); «Великая Отечественная» (1965); «Гренада, Гренада, Гренада моя…» (1968, совместно с К. М. Симоновым); «Товарищ Берлин» (1969); «Пылающий континент» (1972).
Поставленный совместно с Симоновым фильм «Гренада, Гренада, Гренада моя…» Кармен характеризует как интернациональный и антифашистский, о людях, которые тогда стали под знамёна интернациональных бригад, чтобы на испанской земле вступить в бой с фашизмом.

### Последние годы
С 1960 года преподавал во ВГИКе. Был заведующим кафедрой режиссуры документального кино ВГИКа. Профессор (с 1970).
Автор ряда книг и множества статей для газет и журналов.
Член ВКП(б) с 1939 года. Член Союза писателей СССР с 1940 года. С 1965 года — секретарь правления Союза кинематографистов СССР.
Роман Кармен умер 28 апреля 1978 года в Москве, прощание проходило в Большом зале Дома кино. Похоронен на Новодевичьем кладбище.

## Киноэпопея «Великая Отечественная»
В 1977 году Роман Кармен стал художественным руководителем и режиссёром советско-американского документального сериала «Великая Отечественная». Для подготовки документального материала было отсмотрено 30 млн метров хроники, из которой надо было выбрать фрагменты для 17-часового фильма. Сроки его подготовки были назначены очень жёсткие, работа проходила в спорах, поскольку требовалось представить Великую Отечественную войну советского народа против фашистов американскому зрителю, чьи знания по этой теме были ничтожны. Американцы считали, что основной материал надо выполнить в цвете, что требовало досъёмок с участниками войны, так как в хронике войны в цвете была выполнена лишь съёмка парада Победы в 1945 году. Кармен поддержал американцев в идее сделать интервью с легендарными героями — Маресьевым, Кожедубом, Покрышкиным, героями Сталинграда генералами Чуйковым, Родимцевым, Батовым, Шумиловым, с водрузившим знамя Победы над рейхстагом Мелитоном Кантария. Он также решил, что цветные съёмки восстановленных Сталинграда, Киева, Севастополя, Новороссийска создадут сильный контраст по отношению к военной кинохронике, зафиксировавшей опустошение этих советских городов.
Договор о создании сериала был подписан 18 апреля 1977 года, а уже в августе в Москву прибыл ведущий сериала Берт Ланкастер. С ним прошли натурные съёмки в Москве, Мурманске, Ленинграде, Бресте, Минске, Хатыни, Киеве, Бабьем Яре, Волгограде, Новороссийске и на Малой земле.
28 октября 1977 было записано интервью Брежнева, 16 ноября — Косыгина и 28 ноября — Устинова.
В декабре рабочие материалы фильмов просмотрел американский режиссёр-консультант И. Кляйнерман, высказавший существенные замечания по всем фильмам. Особенно нервно проходили переговоры по дикторским текстам, которые американцы почти полностью отвергли. В феврале 1978 года в США прилетели Роман Кармен, Генрих Боровик, Тенгиз Семёнов, Александр Суриков, которым американцы пытались объяснить, что советским авторам трудно представить себе, насколько ничтожны знания зрителей США о Великой Отечественной войне. Если для советских людей Сталинград преисполнен великой силы духа, то для американцев это слово не значит ничего. А значит, надо объяснить и где находится Сталинград, и каково его стратегическое значение. Если для советского зрителя бессмысленно строить драматургию на том, победит ли Красная армия фашистов под Сталинградом, то американцев будет держать в напряжении вопрос, победят или не победят русские под Сталинградом.
После поездки сценаристов в США удалось записать дикторский текст к «Блокаде Ленинграда», что задало формат для монтажа, записи шумов и музыки, определению заставок к другим фильмам в точном соответствии с требованиями американского телевидения.
Второй раунд переговоров по текстам состоялся в марте 1978 года в Москве. После горячих дискуссий было решено писать тексты совместно, на что потребовался ещё месяц. Последним был согласован дикторский текст фильма «Освобождение Польши», в котором были затронуты такие острые темы, как Польский поход, Варшавское восстание и Катынь.
Работа над эпопеей подорвала силы Романа Кармена. Премьеры прошли уже без него, однако и на американской, и на советской премьерах был показан его фильм «Неизвестный солдат» — заключительная картина эпопеи.

## Критика и оценки
Константин Симонов назвал Кармена одним из самых выдающихся и неутомимых деятелей советской документалистики и талантливым литератором.
По мнению составителей советского энциклопедического словаря «Кино», фильмы Кармена насыщены «авторской интонацией, темпераментом, глубиной и точностью анализа исторических ситуаций»:

Страстный публицист, вдохновенный художник, он рассказывал в своих фильмах о важнейших событиях в истории нашей страны. Его кинокамера запечатлела волнующие события борьбы трудящихся многих стран мира за свою свободу и независимость, мир и социальный прогресс. Работы Кармена отличаются выразительностью монтажного и звукового решения, мастерством репортажных съёмок.

Сам режиссёр в интервью французской газете «Леттр Франсез» говорил, что, хотя документалистику принято отождествлять с «киноправдой», далеко не всегда так это бывает в действительности:

Позиция документалиста, его отношение к явлениям жизни неизбежно заставляет его увидеть именно то, что он хочет, как бы он ни маскировался утверждением, что якобы снимает «всё, что попадает в поле зрения его объектива». Документальное кино, кинопублицистика не может не быть пропагандистским искусством, не может быть вне тенденции. Скажу больше — идеология, тенденция лежат в самой основе документального кино.

Луис Корвалан, чилийский политик и генеральный секретарь Коммунистической партии Чили, про которого Кармен снял документальный фильм «Сердце Корвалана» (1975), говорил о нём следующее:

Роман Кармен показал ужасы фашизма и одновременно силу человека и его величие в борьбе. Его искусство было глубоко гуманно и революционно. Фильмы его были и останутся навсегда немеркнущим символом нашей эпохи.— Луис Корвалан
В 1963 году французский режиссёр Фредерик Россиф создал полнометражный монтажный фильм «Умереть в Мадриде» (Mourir à Madrid), получивший в 1963 году приз Жана Виго и номинированный на премию «Оскар» в 1965 году. Фильм посвящён военным корреспондентам, погибшим в Мадриде, а также кинооператорам и журналистам, которые освещали ход гражданской войны в Испании. В ленту вошли съёмки, произведённые Романом Карменом.

## Семья
- Дед со стороны отца — Иось-Бер Михелевич Коренман (1834—1910), теофипольский мещанин, служащий торговой фирмы, умер в Одессе[54]; бабушка — Матильда Коренман, умерла в 1912 году в Выборге. Дед со стороны матери — Арье-Лейб Абрамович Лейпунер, сейнский мещанин, торговец; бабушка — Мера Ефроимовна Мушкат.
- Отец — Лазарь Осипович Кармен (1876—1920), теофипольский мещанин; писатель и журналист. Мать — Дина Львовна Кармен (в девичестве Дына Арье-Лейбовна Лейпунер, 1882—1938)[55][56], дочь мещанина города Сейна Сувалкской губернии; переводчица.
- Первая жена — Марианна Емельяновна Ярославская (1915—2003), скульптор, дочь советского партийного и государственного деятеля Е. М. Ярославского[7].
  - Сын — Роман Кармен (1933—2013), режиссёр, оператор[57].
    - Внук — Максим Кармен, продюсер, кинооператор[58].
- Вторая жена — Нина Ивановна Орлова[59] (род. 1920), в браке до 1960 года[60].
  - Сын — Александр Кармен (1941—2013), латиноамериканист-международник, преподаватель Московского государственного института международных отношений МИД России[60][61]. Автор воспоминаний об отце[62].
    - Внук — Иван Александрович Кармен (род. 1967)
- Третья жена — Майя Афанасьевна Овчинникова (урождённая Змеул[63][64], 1930—2014), дочь историка А. А. Змеула; после смерти Кармена вышла замуж за писателя В. П. Аксёнова[65].

## Награды и звания

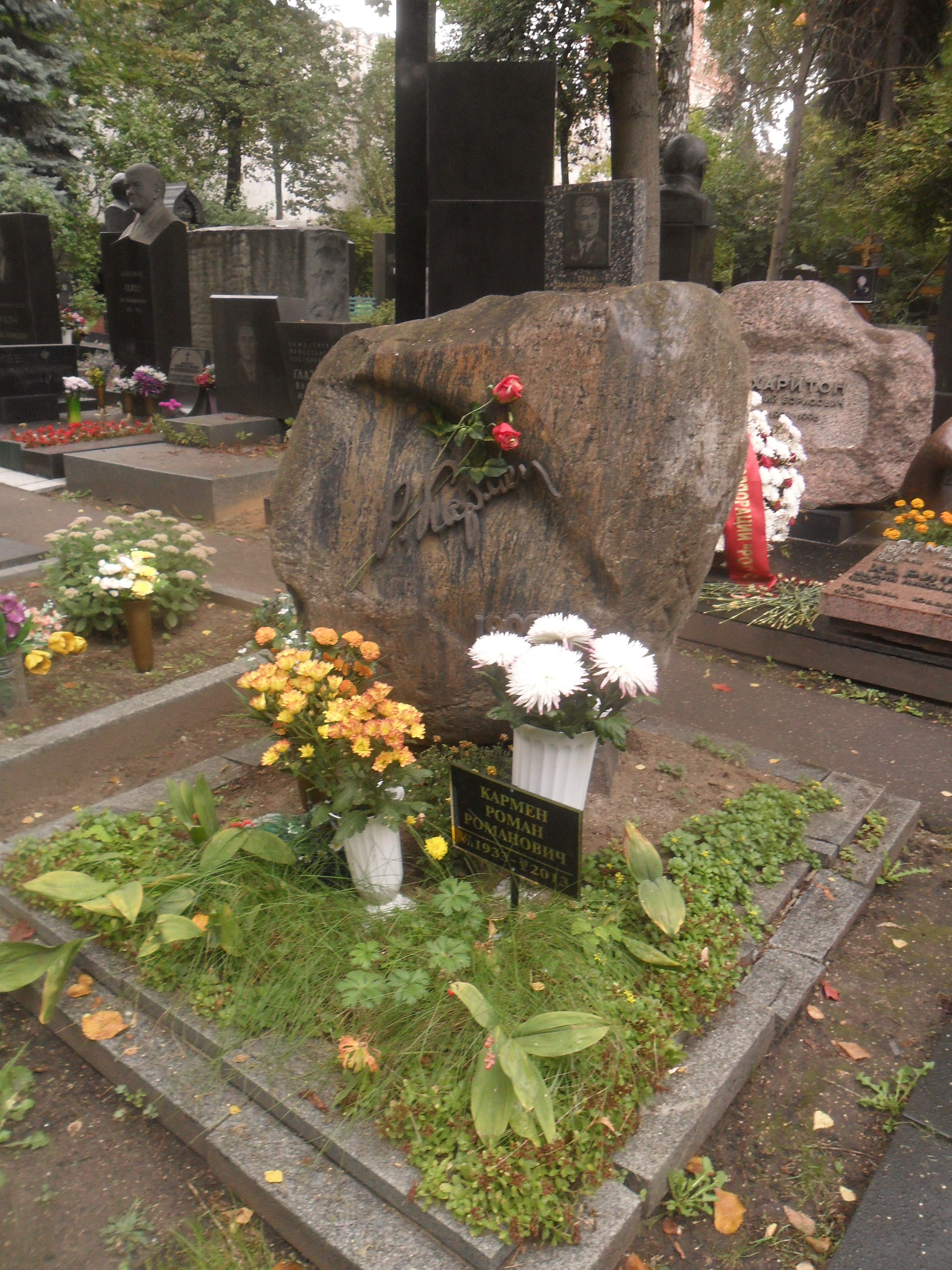
Могила Р. Л. Кармена на Новодевичьем кладбище

- Герой Социалистического Труда (18.03.1976)
- Заслуженный деятель искусств РСФСР (12.09.1957)[66]
- Заслуженный деятель искусств Азербайджанской ССР (30.04.1959)
- Народный артист СССР (29.11.1966)
- Ленинская премия (1960) — за фильмы «Повесть о нефтяниках Каспия» и «Покорители моря»
- Сталинская премия первой степени (1942) — за фильм «День нового мира»[67]
- Сталинская премия второй степени (1947) — за фильм «Суд народов» (1947)
- Сталинская премия третьей степени (1952) — за фильм «Советский Туркменистан»
- Государственная премия СССР (1975) — за фильмы «Пылающий континент» (1973), «Чили — время борьбы, время тревог», «Камарадос. Товарищи» (1974).
- Национальная премия ГДР (1970) — за фильм «Товарищ Берлин»
- Два ордена Ленина (в том числе 1976)
- Два ордена Трудового Красного Знамени (23.05.1940,[68] 1957)
- Орден Красной Звезды (1937, за боевую работу в Испании[19][69])
- Орден Красного Знамени (1944)[70][71] — за мужество и отвагу, проявленную при исполнении служебных обязанностей при форсировании р. Нарев.
- Орден Труда (Вьетнам) (1955)[72]
- Медаль «За оборону Москвы»
- Медаль «За оборону Сталинграда»
- Медаль «За победу над Германией в Великой Отечественной войне 1941—1945 гг.»
- Медаль «Двадцать лет Победы в Великой Отечественной войне 1941—1945 гг.»
- Медаль «Тридцать лет Победы в Великой Отечественной войне 1941—1945 гг.»
- Медаль «За взятие Берлина»
- Медаль «Ветеран труда»
- Медаль «50 лет Вооружённых Сил СССР»
- Медаль «60 лет Вооружённых Сил СССР»
- Медаль «В память 800-летия Москвы»
- Медаль «За доблестный труд. В ознаменование 100-летия со дня рождения Владимира Ильича Ленина»
- ВКФ (1968, Ленинград, Главный приз, фильм «Гренада, Гренада, Гренада моя…»)
- МКФ неигрового и анимационного кино в Лейпциге (1968, Главный приз, фильм «Гренада, Гренада, Гренада моя…»)
- МКФ неигрового и анимационного кино в Лейпциге (1969, Специальный приз, фильм «Товарищ Берлин»)
- МКФ неигрового и анимационного кино в Лейпциге (1973, Приз, фильм «Чили — время борьбы, время тревог»)
- МКФ неигрового и анимационного кино в Лейпциге (1974, Приз, фильм «Камарадос. Товарищ»)
- ВКФ (1976, Фрунзе, Главный приз, фильм «Сердце Корвалана»)
- МКФ в Оберхаузене (1976, Приз, фильм «Сердце Корвалана»)
- МКФ неигрового и анимационного кино в Лейпциге (1979, Главный Приз, фильм «Великая Отечественная…»)

## Фильмография

### Кинооператор
- 1927 — Москва (совм. с М. Кауфманом)
- 1930 — Москва — Кара-кум — Москва (совм. с Э. Тиссе)
- 1930 — Фабрика-кухня (совм. с М. Слуцким, А. Самсоновым)
- 1931 — Далеко в Азии (совм. с Г. Блюмом)
- 1932 — А. М. Горький на даче (совм. с И. Беляковым, М. Ошурковым)
- 1932 — Дневник искусств (совм. с М. Ошурковым)
- 1932 — Когда наступает вечер (совм. с М. Слуцким, Н. Самгиным)
- 1932 — Москва (совм. с М. Слуцким, Н. Самгиным)
- 1932 — Пуск Косогорской домны
- 1933 — Возвращение челюскинцев
- 1934 — Парад на Красной площади
- 1933 — Делегаты I Всесоюзного съезда колхозников-ударников в гостях у Красной армии
- 1934 — 22.000 (Стратостат)
- 1934 — Дома (Приезд Г. Димитрова, Б. Попова и В. Танева в СССР) (Г. Димитров, Б. Попов и В. Танев в Москве)
- 1934 — Очерк о стахановце Иване Гудове
- 1934 — Негр Робинсон — член Моссовета
- 1934 — Отчёт Анны Масоновой
- 1934 — Киров
- 1935 — Выступление товарища Сталина на торжественном заседании в Колонном зале Дома союзов, посвящённом пуску метрополитена им. Л. М. Кагановича
- 1935 — Всесоюзный съезд Советов
- 1935 — Праздник силы и ловкости
- 1935 — Одесса
- 1936 — Жёны
- 1936 — Советской Грузии — 15 лет
- 1936 — Салют пионерам Испании
- 1936 — Автопробег «Горький — Каракумы — Памир — Москва»
- 1937 — Проводы испанских детей из Испании
- 1937 — У басков
- 1938 — 1 мая
- 1938 — Поиски лётчика Леваневского в Арктике
- 1938 — Китай в борьбе
- 1939 — В особом районе Китая
- 1939 — К событиям в Испании
- 1939 — Испания
- 1940 — 1 мая 1940 г.
- 1940 — День нового мира (совм. с М. Слуцким)
- 1940 — Седовцы
- 1941 — На защиту родной Москвы (вып. № 4)
- 1941 — Прибытие в Москву генерала Сикорского (совм. с И. Беляковым, А. Лебедевым)
- 1941 — Съёмки с Юго-Западного фронта. Н-ская часть
- 1941 — В Китае
- 1942 — XXV Октябрь
- 1942 — К переговорам У. Черчилля с И. В. Сталиным
- 1942 — Ратификация англо-советского договора. Заседание Верховного Совета СССР
- 1942 — Ратификация англо-советского союзного договора. Заседание Верховного Совета СССР
- 1942 — Разгром немецких войск под Москвой (совм. с группой операторов)
- 1942 — Наш русский фронт / Our Russian Front (использованы снятые им кадры)
- 1943 — Ленинград в борьбе
- 1943 — 28 героев (фильм-концерт)
- 1943 — Орловская битва (совм. с группой операторов)
- 1944 — Битва за Белоруссию (совм. с группой операторов)
- 1944 — Кладбище Европы
- 1944 — Майданек (Фернихтунгс. Лагерь Майданек — кладбище Европы)
- 1944 — На подступах к Варшаве
- 1944 — Освобождение Советской Белоруссии (совм. с группой операторов)
- 1944 — Проконвоирование военнопленных немцев через Москву 17 июля 1944 (совм. с группой операторов)
- 1945 — XXVIII Октябрь
- 1945 — Кубок СССР
- 1945 — Албания
- 1945 — В Померании
- 1945 — От Вислы до Одера
- 1945 — Берлин (совм. с группой операторов)
- 1946 — День танкистов
- 1947 — Суд народов (совм. с группой операторов)
- 1948 — Песня rолхозных полей
- 1949 — Советский Казахстан
- 1950 — Советский Туркменистан
- 1951 — Советская Грузия
- 1952 — День воздушного флота СССР
- 1953 — Повесть о нефтяниках Каспия
- 1954 — Вьетнам (совм. с группой операторов)
- 1955 — Дружба великих народов
- 1955 — Джавахарлал Неру в СССР
- 1956 — На гостеприимной земле Бирмы (совм. с В. Киселёвым)
- 1957 — Утро Индии (совм. с В. Киселёвым)
- 1960 — В революционной Кубе (совм. с В. Киселёвым)
- 1960 — Куба сегодня
- 1960 — Австрия встречает посланца мира (совм. с А. Колошиным, М. Ошурковым)
- 1960 — Наш друг Индонезия
- 1961 — Голубая лампа (совм. с В. Киселёвым)
- 1961 — Праздник революционной Кубы (совм. с В. Киселёвым)
- 1961 — Пылающий остров (совм. с В. Киселёвым)
- 1963 — Гость с острова Свободы
- 1963 — Когда мир висел на волоске
- 1963 — Мы с вами, братья-кубинцы (совм. с В. Киселёвым)
- 1963 — Посланцы героической Кубы в Ленинграде (совм. с В. Киселёвым)
- 1963 — Фидель Кастро у машиностроителей Урала (совм. с В. Киселёвым, Ю. Буслаевым)
- 1966 — Испания
- 1967 — Гренада, Гренада, Гренада моя…

### Кинорежиссёр
- 1930 — Москва — Кара-кум — Москва (совм. с Э. Тиссе, М. Гоморовым)
- 1930 — Фабрика-кухня
- 1932 — Негр Робинсон — член Моссовета
- 1933 — Москва — Каракумы — Москва
- 1933 — Очерк о стахановце И. Гудове
- 1933 — Парад на Красной площади в Москве
- 1934 — Дома (Приезд Г. Димитрова, Б. Попова и В. Танева в СССР) (Г. Димитров, Б. Попов и В. Танев в Москве)
- 1934 — Отчёт Анны Масоновой
- 1934 — Очерк о стахановце Иване Гудове
- 1934 — Парад на Красной площади в Москве
- 1936 — Советской Грузии 15 лет
- 1936 — Салют пионерам Испании
- 1938 — Китай даёт отпор
- 1939 — Китай в борьбе
- 1940 — День нового мира (совм. с М. Слуцким)
- 1940 — Город Львов
- 1941 — Китай сражается (В Китае)
- 1940 — Седовцы (совм. с М. Слуцким)
- 1942 — В Китае
- 1942 — Ратификация англо-советского договора. Заседание Верховного Совета СССР
- 1942 — Ратификация англо-советского союзного договора. Заседание Верховного Совета СССР
- 1943 — 25-й Октябрь
- 1943 — Ленинград в борьбе
- 1944 — Албания
- 1946 — Суд народов (полнометражный фильм)
- 1946 — На процессе главных немецких преступников в Нюрнберге
- 1947 — Ленинград (совм. с Е. Учителем)
- 1948 — Песня колхозных полей (совм. с И. Посельским)
- 1949 — Советский Казахстан
- 1950 — Советский Туркменистан (совм. с В. Катаняном, В. Плотниковой)
- 1950 — Спорт смелых
- 1951 — Советская Грузия (совм. с В. Долидзе)
- 1953 — Повесть о нефтяниках Каспия
- 1955 — Вьетнам
- 1955 — Дружба великих народов
- 1955 — Премьер-министр Республики Индия Д. Неру в СССР
- 1956 — На гостеприимной земле Бирмы
- 1957 — Утро Индии
- 1958 — Гости из Америки
- 1958 — Широка страна моя
- 1959 — День нашей жизни
- 1959 — Покорители моря (совм. с М. Алили)
- 1960 — Куба сегодня
- 1960 — Австрия встречает посланца мира
- 1960 — Наш друг Индонезия
- 1960 — Подземные переходы Вены
- 1961 — Пылающий остров
- 1961 — Голубая лампа
- 1962 — Государство — это мы
- 1963 — Волшебный луч (совм. с И. Посельским, В. Катаняном, Л. Махначом)
- 1963 — Гость с острова Свободы
- 1963 — Когда мир висел на волоске
- 1964 — Ураган на Кубе
- 1965 — Великая Отечественная
- 1966 — Смерть комиссара (запрещён к показу[73][74])
- 1967 — Гренада, Гренада, Гренада моя…
- 1969 — Товарищ Берлин
- 1972 — Пылающий континент (в двух сериях)
- 1974 — Чили: время борьбы, время тревог
- 1974 — Камарадос. Товарищи (памяти С. Альенде, П. Неруды, В. Хары)
- 1975 — Сердце Корвалана
- 1978 — Неизвестная война (режиссёр серий «22 июня 1941» и «Неизвестный солдат»)
- 1979 — Великая Отечественная. Союзники.

### Сценарист
- 1932 — Негр Робинсон — член Моссовета
- 1942 — В Китае — автор текста
- 1942 — Ленинград в борьбе (сценарный план совм. с Е. Учителем, Н. Комаревцевым, В. Соловцовым)
- 1944 — Москва сегодня
- 1947 — Суд народов
- 1949 — Песни Казахстана
- 1953 — Повесть о нефтяниках Каспия (совм. с И. Касумовым, И. Осиповым)
- 1955 — Вьетнам
- 1958 — Широка страна моя
- 1959 — Покорители моря (совм. с И. Касумовым)
- 1959 — Утро Индии
- 1961 — Голубая лампа
- 1961 — Пылающий остров (совм. с Г. Боровиком)
- 1962 — Государство — это мы (совм. с В. Гороховым)
- 1963 — Волшебный луч (совм. с А. Новогрудским)
- 1963 — Гость с острова Свободы (совм. с Г. Боровиком)
- 1963 — Когда мир висел на волоске
- 1965 — Великая Отечественная (совм. с С. Смирновым)
- 1967 — Гренада, Гренада, Гренада моя… (совм. с К. Симоновым)
- 1969 — Товарищ Берлин (совм. с Г. Гурковым)
- 1972 — Пылающий континент
- 1974 — Чили: время борьбы, время тревог
- 1974 — Камарадос. Товарищи
- 1975 — Сердце Корвалана
- 1979 — Великая Отечественная… (сценарная разработка совм. с К. Славиным, И. Ицковым)

### Художественный руководитель
- 1978 — Неизвестная война

### Озвучивание
- 1967 — Гренада, Гренада, Гренада моя…

### Участие в фильмах
- 1971 — Марк Бернес (документальный)

### Архивные кадры
- 1987 — Роман Кармен, которого мы знаем и не знаем (документальный)
- 2006 — С Романом Карменом… Путешествие в молодость (документальный)
- 2011 — Воины мира. Военные журналисты (документальный)

## Память
- Именем Р. Кармена названа улица в Одессе.
- В 1980 году в Москве, на доме, в котором он жил (Котельническая набережная, 1/15) с 1970 года по 1978 год, была торжественно открыта мемориальная бронзовая доска с барельефным портретом[7].
- В 2004 году сыновьями и соратниками Р. Кармена была создана некоммерческая организация[75] «Региональный благотворительный общественный Фонд поддержки неигрового кино имени Романа Кармена»[76].

## Архив
Фонд Романа Лазаревича Кармена хранится в Российском государственном архиве литературы и искусства под номером 2989. Всего в фонде собрано 1044 единицы хранения за 1899—1979 годы. В фонд включены материалы режиссёрской деятельности Р. Л. Кармена, литературные и режиссёрские сценарии, либретто, творческие заявки, монтажные листы к фильмам: «К событиям в Испании», «Китай в борьбе», «День нового мира», «Ленинград в борьбе», «Албания» и многим другим. В фонде собраны более восьмисот рукописей Кармена, дневники, обширный фонд переписки и фотографии.